# Castell d'Elderen
El castell d'Elderen és un castell de Bèlgica a Genoelselderen, un nucli del municipi de Riemst.
Era en aquest lloc que es trobava la residència de la casa noble d'Elderen, de la qual els més coneguts són el canonge Guillem d'Elderen, president del consell del príncep bisbe de Lieja al segle xvi, i el seu renebot Joan Lluís d'Elderen, príncep bisbe al segle xvii.
El senyor Godenoel (mort el 1305) hauria construït el primer castell al segle xiii i hauria donat el seu nom com a prefix al poble de Genoelselderen. La família d'Elderen va estar-s'hi fins al 1718; després, el domini va passar a les van Oyenbrugghe i a les de Borchgrave. Els revolucionaris francesos van destruir-lo a la fi del segle xviii; només les caves van conservar-se'n. El 1859, un comte de Borchgrave va construir el castell actual en estil neoclàssic. Al parc privat al darrere, es troba un túmul gal·loromà del segle i. Al costat, es troba la masia castral en estil de renaixement mosà més vella del castell.
El 1990, Jaap van Rennes va adquirir-lo i restaurar-lo. Amb èxit, va crear-hi una vinya nova que produeix una denominació d'origen controlada Haspengouw. Va utilitzar les antigues caves, però va haver d'eixamplar-les quan la producció de vi va augmentar.

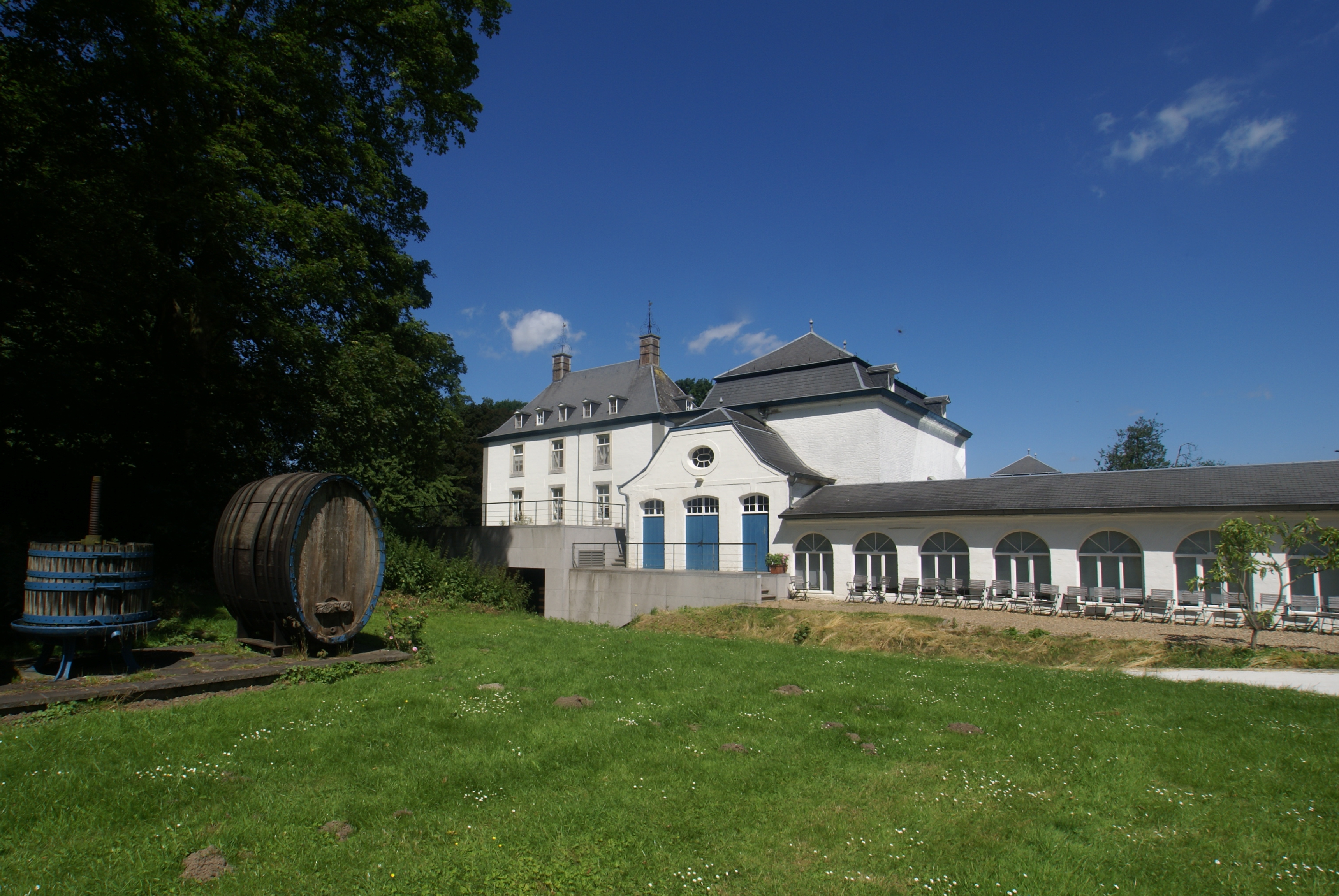
Façana lateral i entrada de les caves modernes
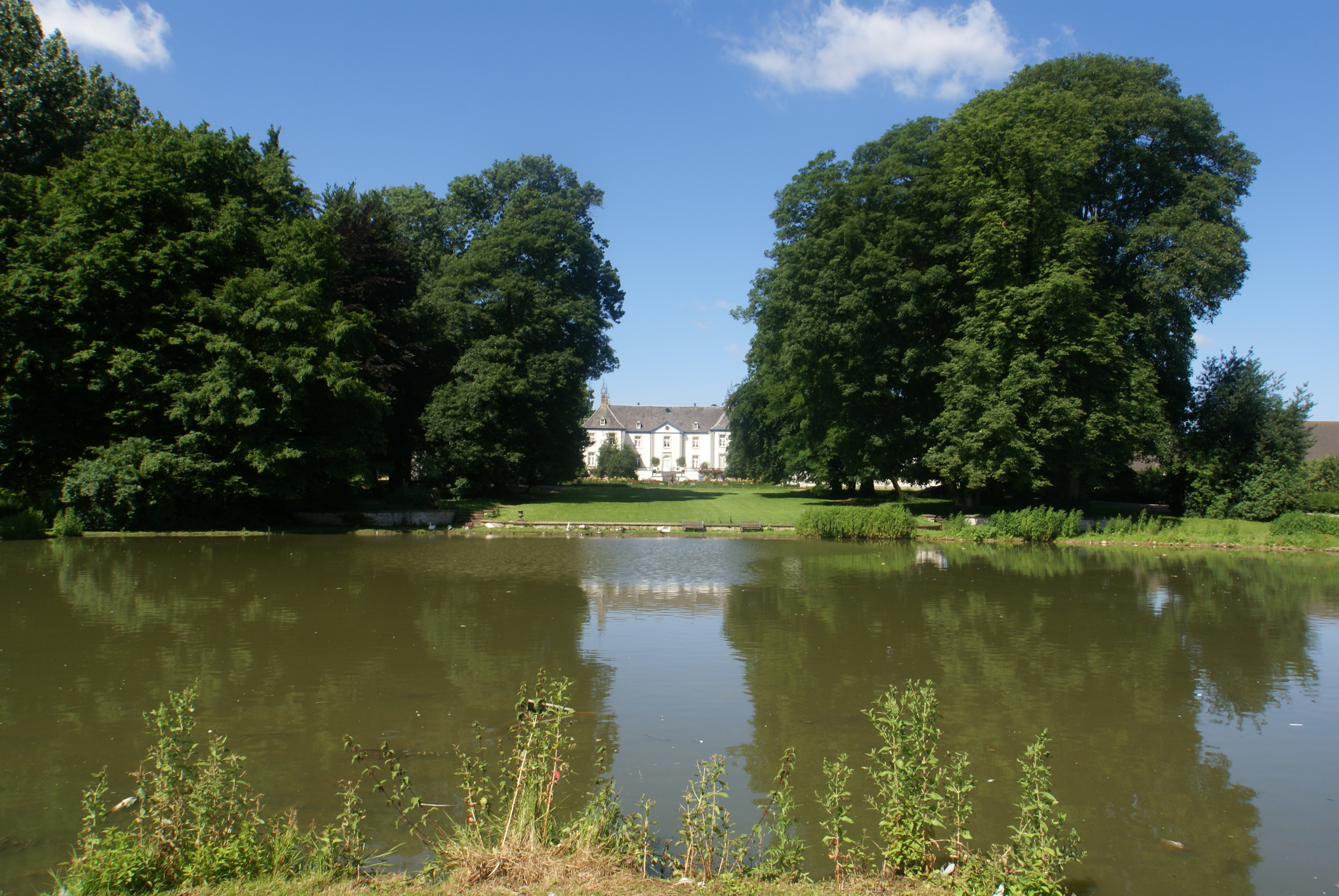
Parc i estanys
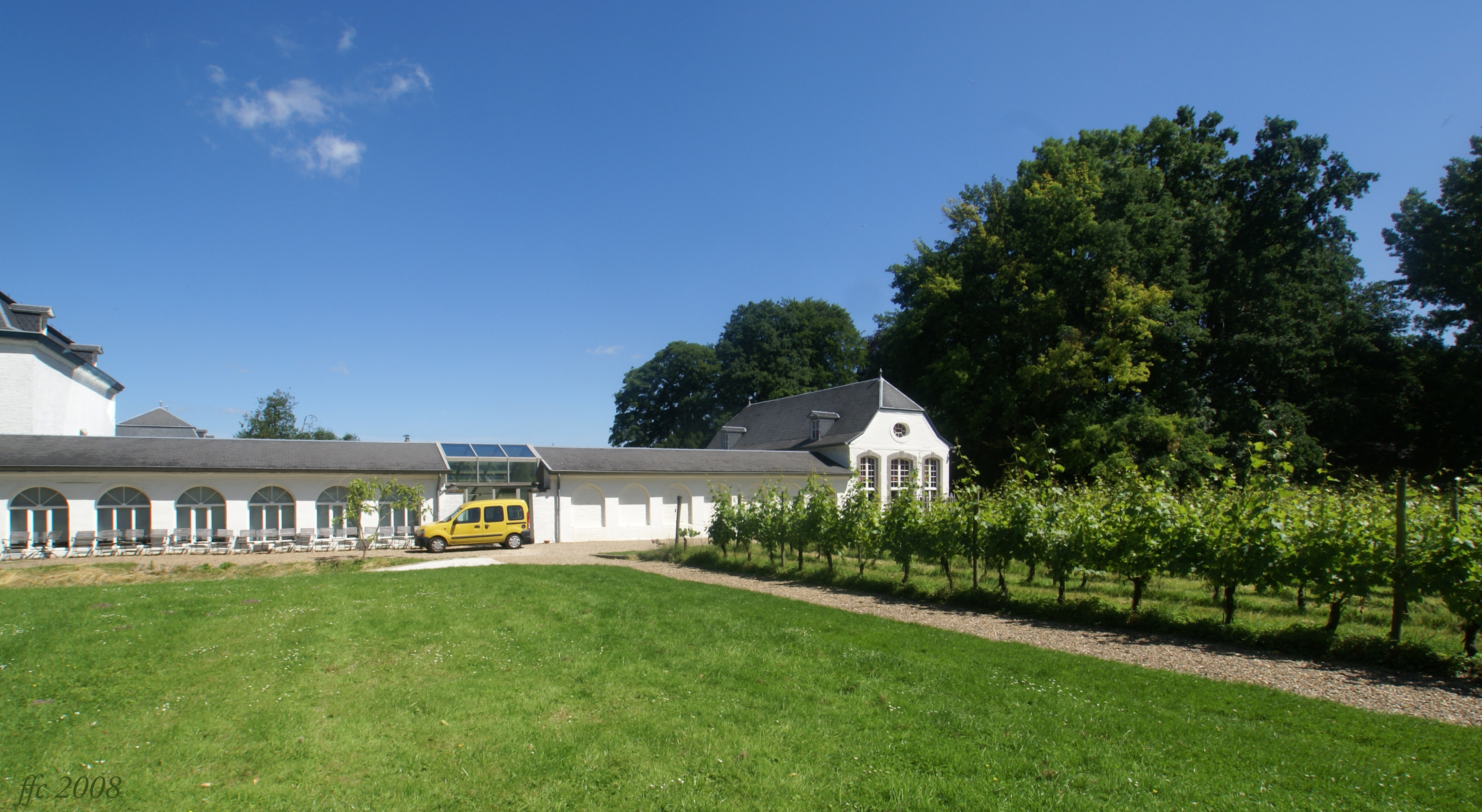
Vinya i antic hivernacle per a tarongers
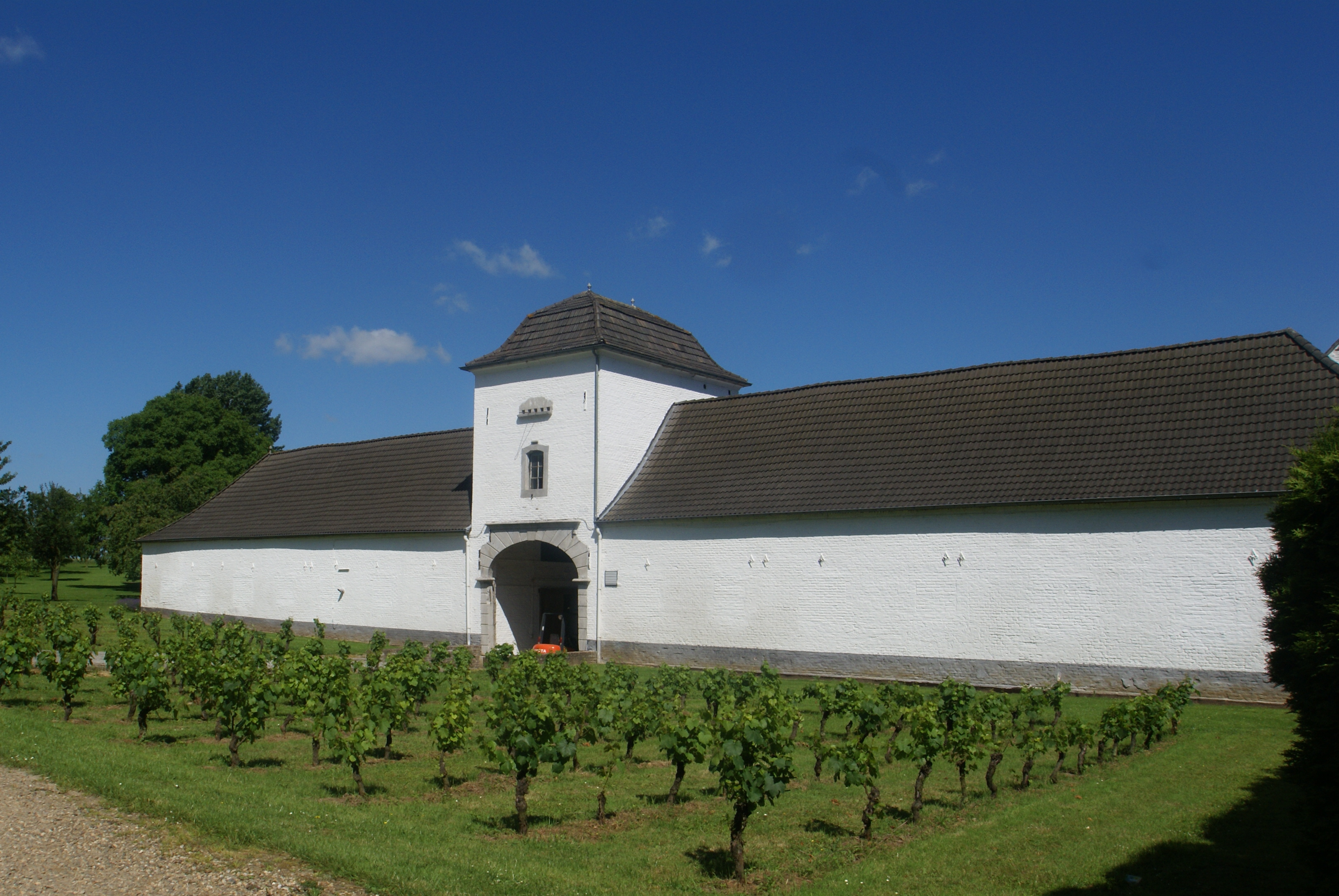
Masia castral
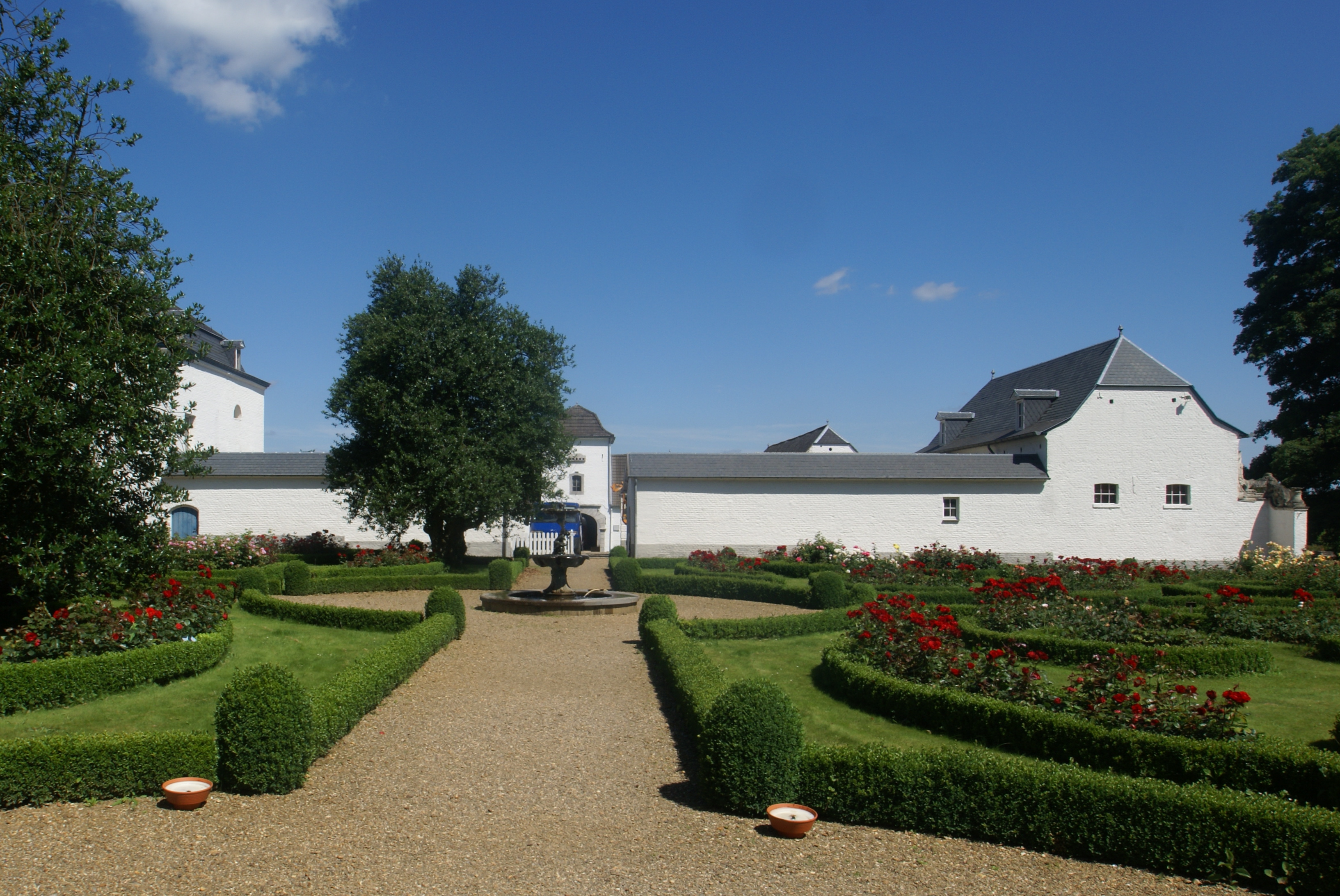
Masia castral

## Visites
El castell és privat, però el jardí de roses, l'hivernacle per a tarongers i les caves poden visitar-se després de fixar una cita.